# 前920年代
| 千纪： | 前1千纪 |
| 世纪： | 前11世纪 \| 前10世纪 \| 前9世纪                                                                            |
| 年代： | 前950年代 \| 前940年代 \| 前930年代 \| 前920年代 \| 前910年代 \| 前900年代 \| 前890年代                    |
| 年份： | 前929年 \| 前928年 \| 前927年 \| 前926年 \| 前925年 \| 前924年 \| 前923年 \| 前922年 \| 前921年 \| 前920年 |

## 重要事件及趋势
- 大体相当于周穆王、周共王时期

## 重要人物
- 舍顺克一世，埃及法老
- 羅波安，犹大王国的首任君主
- 耶羅波安一世，以色列國王分裂後首任君主。
- 亚述-丹二世，亚述国王
- 玛尔·比提·阿海·伊地那，巴比伦国王
- 亚基斯一世，斯巴达国王
- 麦加克勒斯，雅典政治家